# Принцип піци

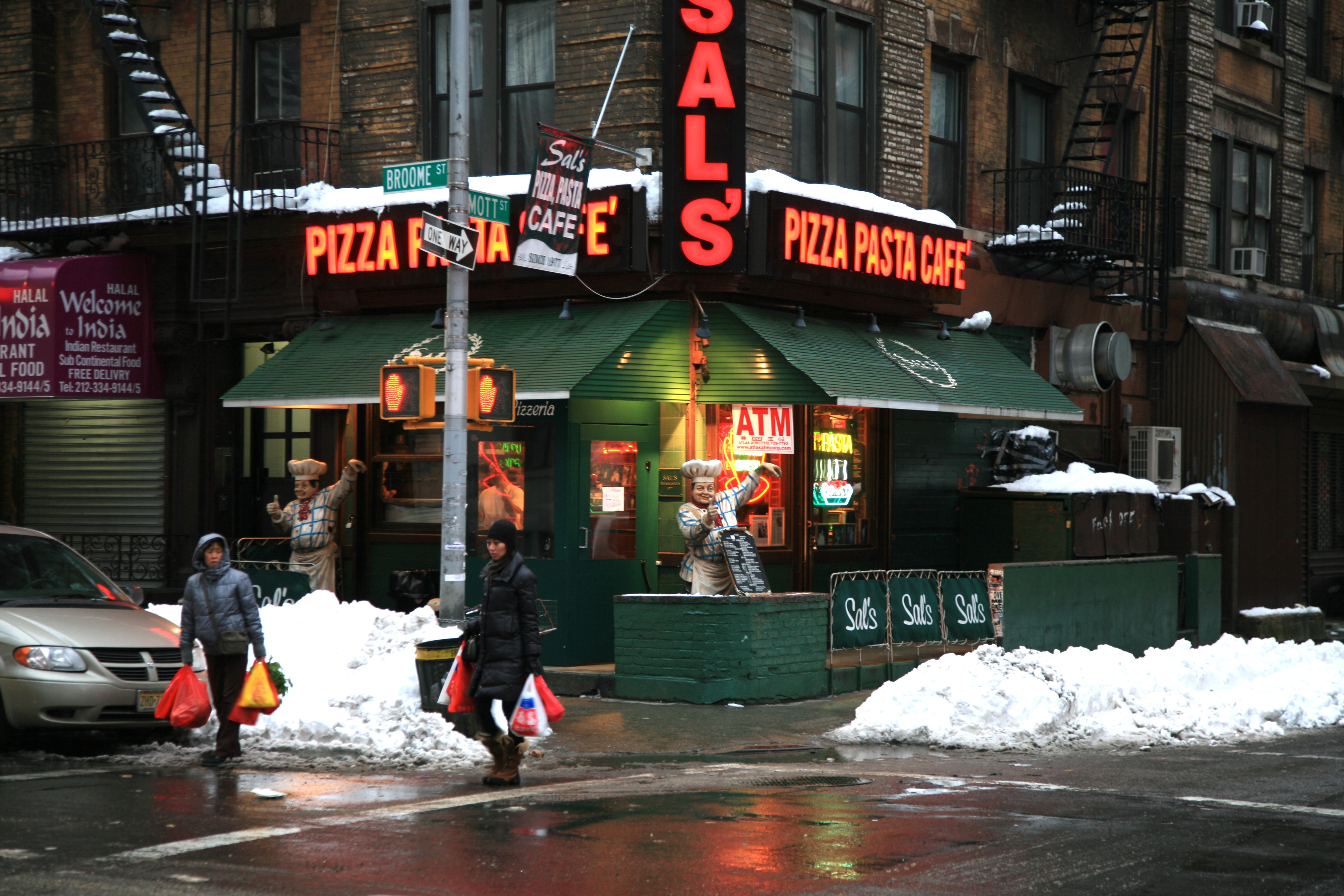
Піцерія в Нью-Йорку

Принцип піци, або Зв'язок між піцою та метро в Нью-Йорку, — це жартівливий, але загалом історично точний «економічний закон», запропонований вихідцем з Нью-Йорка Еріком М. Брамом. Він зазначив, що з початку 1960-х «ціна шматочка піци з незрівнянною точністю збігається з ціною проїзду в нью-йоркському метрополітені».
У 1985 році покійний письменник, історик та кінокритик Джордж Фазел дізнався про кореляцію та написав про це у своїй колонці для The New York Times. Термін «Зв'язок з піцою», що посилається на це явище, був введений у 2002 році оглядачем New York Times Клайдом Хаберманом, який прокоментував дві попередні публікації теорії в «Таймс» і передбачив підвищення тарифу на проїзд в метро.
У травні 2003 року журнал «New Yorker» проголосив чинність Pizza Connection (тепер його називають принципом піци), точно передбачивши підвищення тарифу на метро (і автобус) до 2,00 доларів за тиждень до цього. Вони також цитують містера Брема (тодішнього патентного повіреного) як попередження про те, що оскільки Нью-Йоркський транзитний орган оголосив про припинення продажів жетонів на метро на користь картки MetroCard із змінною вартістю (також на цей час використовується в автобусах), пряма кореляція між вартістю піци з сиром і вартістю жетона на метро не може продовжуватися.
У 2005 році, а пізніше ще й у 2007 році Хаберман зазначив, що ціна шматка піци знову зростає, і, посилаючись на цей принцип, побоювався, що тариф на метро / автобус незабаром знову зросте. Вартість проїзду дійсно зросла до 2,25 долара у червні 2009 року, а потім знову в 2013 році — до 2,50 доларів. У 2014 році Джаред Ландер, професійний статистик та професор-ад'юнкт з Колумбійського університету провів дослідження цін на шматочки піци в Нью-Йорку і дійшов висновку, що принцип піци все ще працює. Інші інформаційні організації Нью-Йорка періодично підтверджують здатність принципу піци передбачати підвищення вартості тарифу на одноразові поїздки в метро / на міському автобусі. У 2019 році The Wall Street Journal зазначав, що через поєднання зменшення бонусної плати за проїзд у метро, а не збільшення загального тарифу ($ 2,75 на той час) та збільшення варіабельності вартості піци в Нью-Йорку, принцип піци більше не працював.